# Lac Ilopango
Pour les articles homonymes, voir Ilopango.
Le lac Ilopango, en espagnol Lago de Ilopango, est le plus grand lac du Salvador et un volcan constitué d'une caldeira et de quelques dômes de lave.

## Géographie

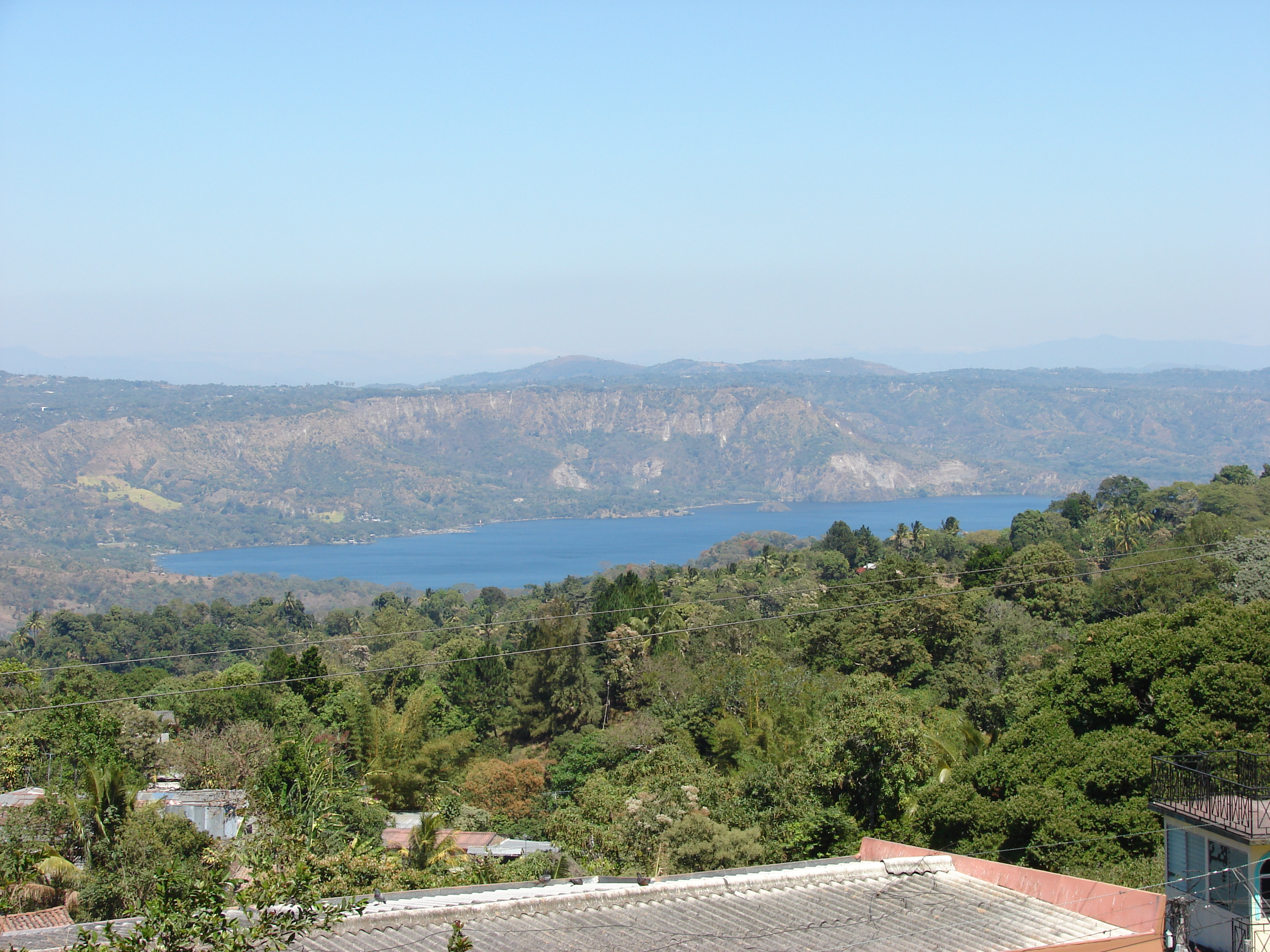
Le lac ilopango vu depuis Santiago Texacuangos.

Le lac Ilopango se trouve à quelques kilomètres à l'est de la capitale San Salvador, à cheval sur les départements de Cuscatlán, La Paz et San Salvador. Il mesure 72 km2 de superficie[réf. nécessaire], onze kilomètres de longueur, huit kilomètres de largeur pour une profondeur de 230 mètres et une altitude de 440 mètres[réf. nécessaire].
On peut naviguer sur le lac en bateau à moteur ou à voile et y pratiquer la pêche.

## Histoire

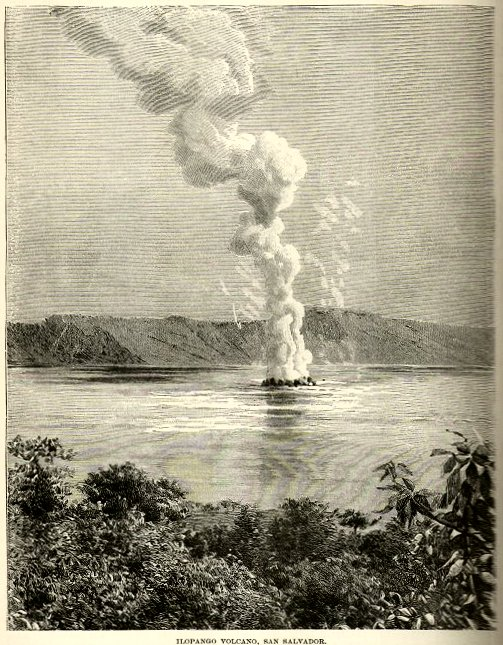
Gravure de l'éruption de 1880 de l'Ilopango avec la naissance des îles Quemadas.

Le lac Ilopango occupe la quasi-totalité d'une caldeira formée au Ve siècle au cours d'une éruption d'indice d'explosivité volcanique de 6. Plusieurs villages indiens furent détruits par les nuées ardentes et les éjectas qui s'en échappèrent,.
Le volume de matériaux émis a d'abord été estimé de l'ordre de 25 km3. Des études plus récentes suggèrent que cette éruption fut encore plus puissante et se produisit précisément en l'an 535. Elle aurait expulsé environ 84 km3 de matériaux et serait à l'origine de l'évènement climatique de 536-550, changement climatique du début du Moyen Âge. Elle pourrait constituer la plus importante injection d'aérosols volcaniques de ces deux derniers millénaires.
La dernière éruption du volcan s'est déroulée du 31 décembre 1879 à fin mars 1880. De nombreux séismes font s'élever le niveau de l'eau et des dômes de lave se forment dans le lac en créant les îles Quemadas,.